# Gorgasia galzini
Gorgasia galzini är en fiskart som beskrevs av Castle och Randall, 1999. Gorgasia galzini ingår i släktet Gorgasia och familjen havsålar. Inga underarter finns listade i Catalogue of Life.